# Sololá (miasto)
Sololá – miasto na południowym zachodzie Gwatemali, stolica departamentu Sololá. Według danych szacunkowych z 2012 roku liczba mieszkańców wynosiła 43 420 osób.
Sololá leży około 120 km na zachód od stolicy kraju – miasta Gwatemala. Miasto leży na wysokości 1 997 metry nad poziomem morza, w górach Sierra Madre de Chiapas, w pobliżu jeziora kraterowego Atitlán. 
Gospodarka miasta opiera się na przemyśle spożywczym.